# Art Stone Records International
Art Stone Records International (アートストーンレコーズ・インターナショナル)は、2006年に設立された日本のインディーズ・レーベル。
東京都新宿区若葉に位置する。
現在、株式会社ティアスエンドと提携を結び、主に音楽配信、CD販売を行っている。